# Waleri Ratschkow
Waleri Alexandrowitsch Ratschkow, kasachisch; Валерий Александрович Рачков (* 24. April 1956 in Alma-Ata) ist ein ehemaliger sowjetischer Amateurboxer kasachischer Nationalität im Weltergewicht.

## Erfolge
Er gewann 1976, 1977 und 1978 die Meisterschaften der UdSSR und nahm an den Olympischen Spielen 1976 in Montreal teil, wo er im dritten Kampf gegen Jochen Bachfeld ausschied.
1978 gewann er die Weltmeisterschaften 1978 in Belgrad, nachdem er unter anderem Jochen Bachfeld und Miodrag Perunović besiegen konnte. Er wurde damit zugleich der erste kasachische Boxweltmeister.